# Jessye Norman

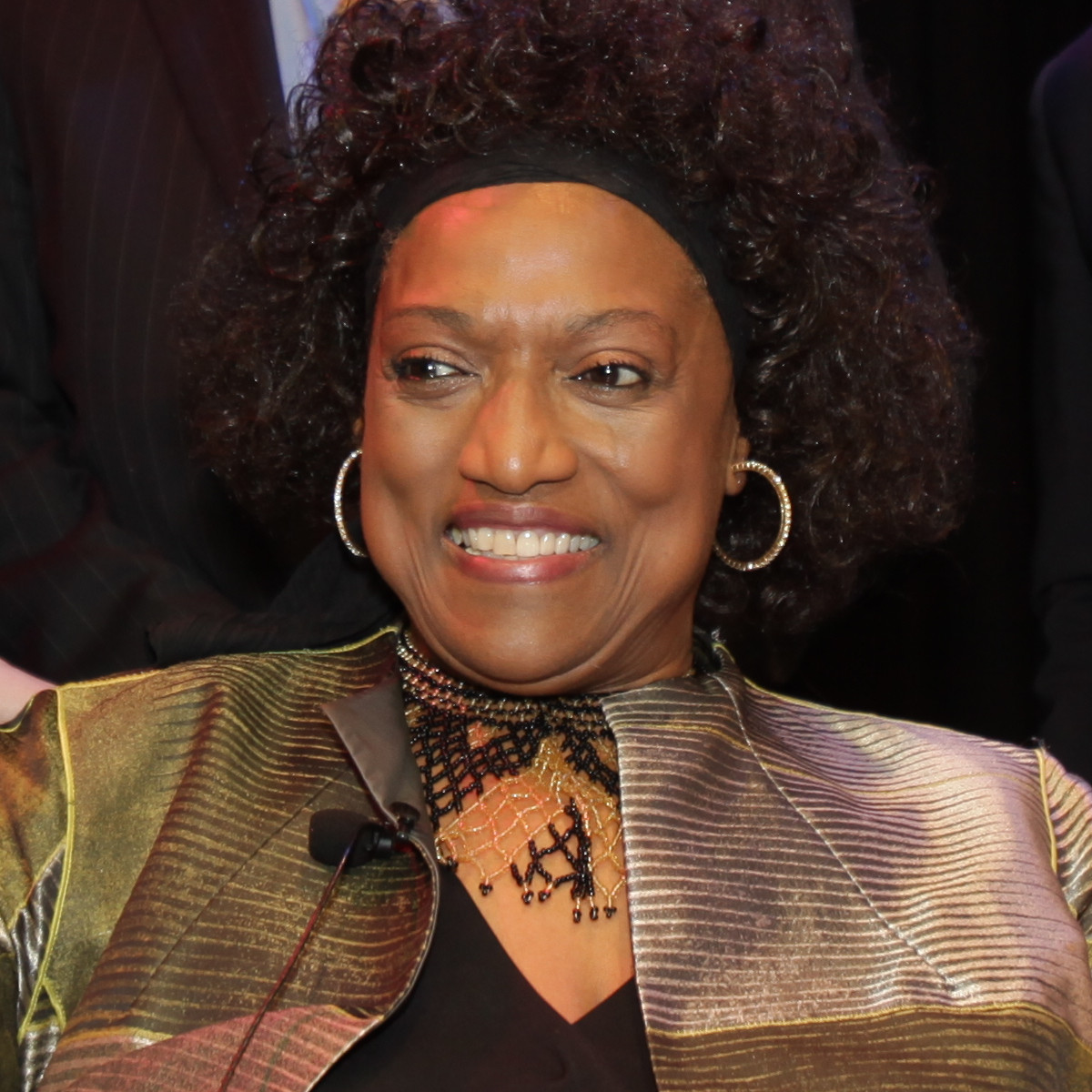
Jessye Norman (2014)

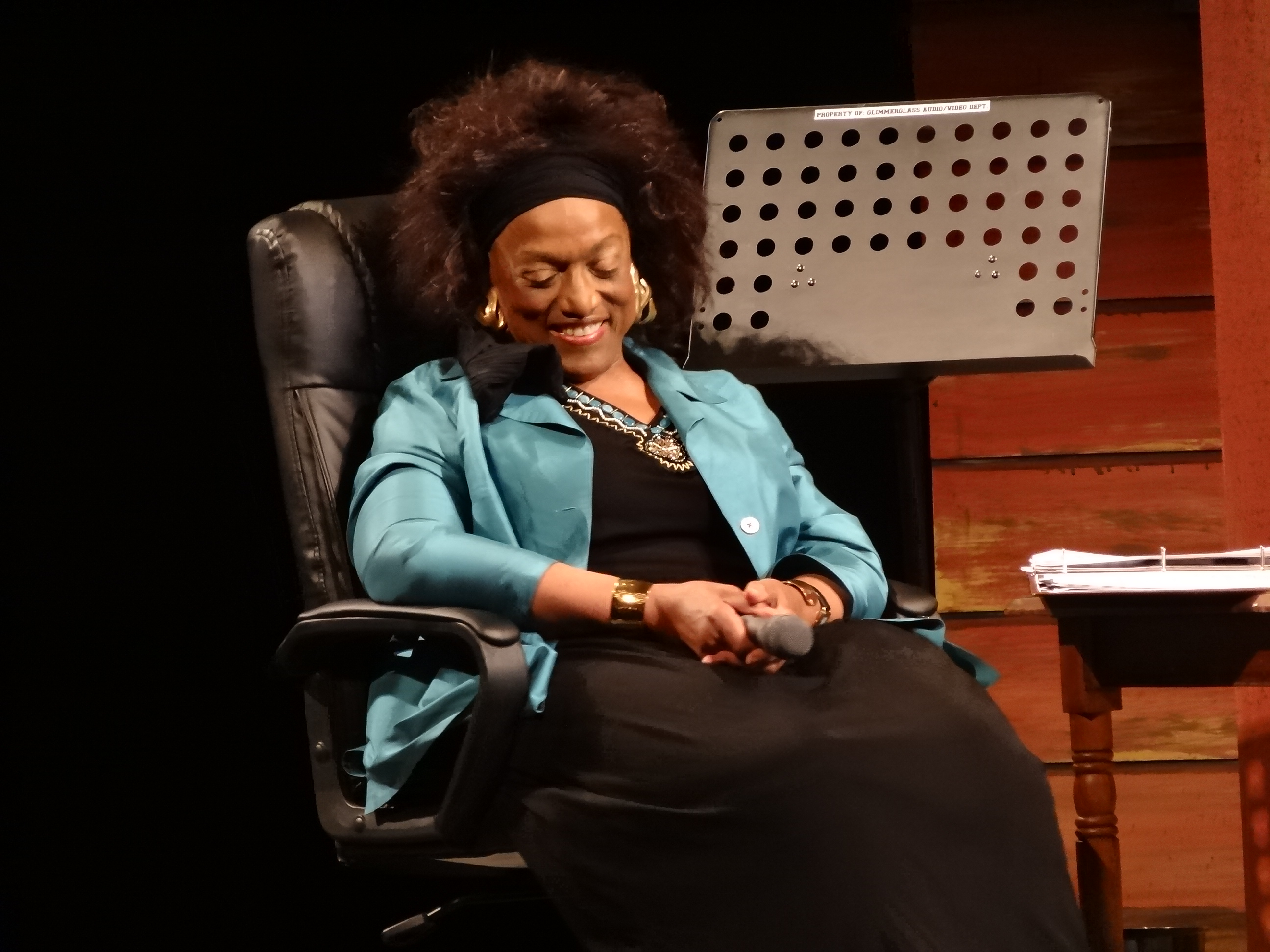
Jessye Norman (2014)

Jessye Norman (* 15. September 1945 in Augusta, Georgia; † 30. September 2019 in New York City) war eine US-amerikanische Opernsängerin (Sopran). In ihrem Repertoire bildeten unter anderem Opern und Lieder der Romantik einen Schwerpunkt, sie ist aber auch als Interpretin von Spirituals und Jazz hervorgetreten und wurde mit fünf Grammys ausgezeichnet.

## Leben
Jessye Norman wurde 1945 als Tochter einer Lehrerin und eines Versicherungsagenten in Georgia geboren. Die Eltern waren aktiv in der US-amerikanischen Bürgerrechtsbewegung und Amateurmusiker, die Mutter Pianistin, der Vater Sänger in einem Kirchenchor. Schon in ihrer Kindheit sang Norman gerne und häufig. Ein prägendes Erlebnis war nach ihrer Aussage eine Radiosendung mit Marian Anderson und Rosa Ponselle, von der sie tief beeindruckt war.
Sie erhielt ein Stipendium an der Howard University, wo sie Musik studierte und 1967 mit einem Bachelor abschloss. Außerdem nahm sie Gesangsunterricht bei Alice Duschak in Baltimore und Pierre Bernac in Michigan. 1968 gewann sie den ersten Preis beim internationalen Musikwettbewerb der ARD in München. Daraufhin debütierte sie 1969 in der Rolle der Elisabeth in Richard Wagners Tannhäuser an der Deutschen Oper Berlin. In der zweiten Pause des Tannhäuser bot man ihr ein vierjähriges Engagement an, das sie annahm. Dort sang sie unter anderem auch die Rolle der Gräfin Almaviva in Mozarts Le nozze di Figaro und im Januar 1972 die Titelrolle in Verdis Aida in einer Neuproduktion unter der Leitung von Claudio Abbado.

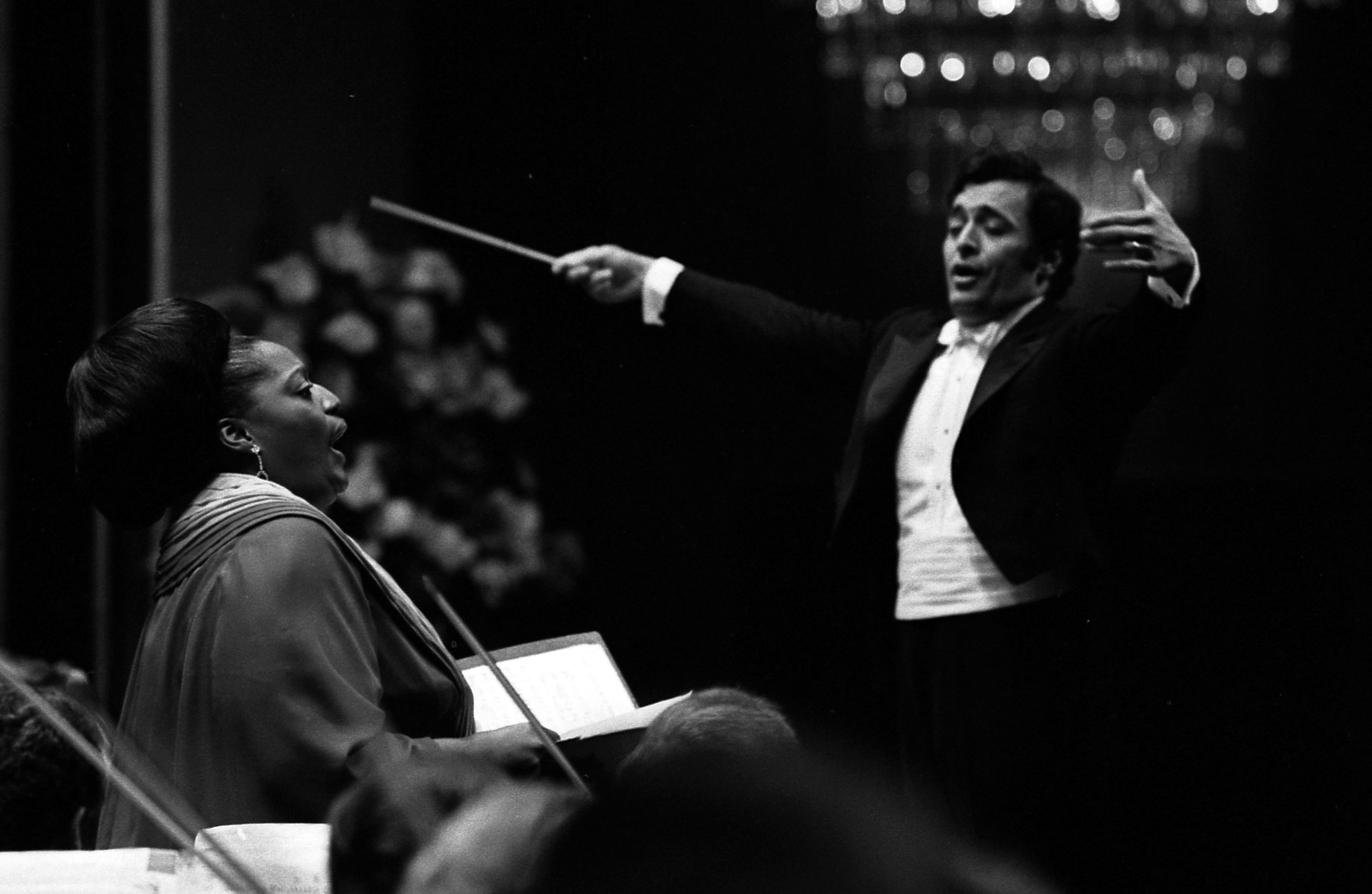
Norman mit Zubin Mehta und dem Los Angeles Philharmonic (1973)

In den folgenden Jahren trat sie mit verschiedenen deutschen und italienischen Opernensembles auf, 1972 gastierte sie unter der Leitung von Claudio Abbado in der Rolle der Aida erstmals an der Mailänder Scala. Im selben Jahr sang sie die Cassandra in Les Troyens von Hector Berlioz am Royal Opera House Covent Garden in London. Erste Auftritte in den USA hatte sie ab 1972 in Los Angeles und 1973 im Lincoln Center. In den drei folgenden Jahren entfaltete sie eine vielfältige Konzert- und Operntätigkeit, die sie unter anderem zum Maggio Musicale Fiorentino führte, wo sie an Aufführungen von Giacomo Meyerbeers Die Afrikanerin und Georg Friedrich Händels Deborah mitwirkte.
Um diese Zeit begann Norman, sich verstärkt mit dem Liedrepertoire zu beschäftigen, das sich als für ihre Stimme besonders geeignet erwies. Bis 1980 sang sie keine weiteren Opern, sondern konzentrierte sich ausschließlich auf die Welt der Lieder. Zu ihren Spezialitäten gehörten Wagners Wesendonck-Lieder, die Gurre-Lieder von Arnold Schönberg und Alban Bergs Altenberglieder. Außerdem beschäftigte sie sich ausführlich mit französischen Komponisten wie Henri Duparc, Francis Poulenc, Gabriel Fauré und den Liedern des Russen Modest Mussorgski.
Ab 1981 gab sie wiederholt Liederabende bei den Salzburger Festspielen, wo sie 1987 auch unter Herbert von Karajan mit Isoldes Liebestod zu hören war. 1982 kehrte sie mit dem Part der Dido in Henry Purcells Oper Dido and Aeneas in Philadelphia wieder auf die Opernbühne zurück. 1983 trat sie erstmals in der Metropolitan Opera auf, dort sang sie in der Jubiläumsproduktion zur 100. Spielzeit des Hauses erneut die Cassandra in Les Troyens. 1985 sang sie die Titelpartie in Ariadne auf Naxos an der Wiener Staatsoper.
In den 1980er und 1990er Jahren war sie an vielen großen Konzerthäusern zu hören, unter anderem an der Lyric Opera in Chicago (Debüt 1990 mit Christoph Willibald Glucks Alceste), der Scala, der Philharmonie Berlin und dem Royal Opera House in London. Norman trat beim Verbier Festival, Saito Kinen, Festival d’Aix-en-Provence und bei den Salzburger Festspielen auf und sang aus Anlass des 200. Jahrestages der Französischen Revolution die Marseillaise.  
1988 sang sie Amazing Grace als Finale des Solidaritätskonzerts für Nelson Mandela. Mit Kathleen Battle sang sie 1990 Spirituals in der Carnegie Hall, dieses Konzert erschien später auf CD. 1996 eröffnete sie die Olympischen Sommerspiele in Atlanta. Ab den 1990er Jahren begann sie zusätzlich im Jazz zu arbeiten und erarbeitete Programme mit Musik von Michel Legrand oder Duke Ellington.
2015 erlitt Norman eine Rückenmarksverletzung, an deren Folgen sie im September 2019 in einem Krankenhaus in Manhattan starb.

## Auszeichnungen und Ehrungen
- Jessye Norman wurde fünfmal mit einem Grammy ausgezeichnet, 1984 für ihre Aufnahme der Lieder von Maurice Ravel („Best Classical Vocal Soloist performance“), 1988 als Solistin der prämierten Lohengrin-Interpretation von Sir Georg Solti, 1989 im Rahmen von James Levines Die Walküre, 1998 zusammen mit Pierre Boulez für die Einspielung von Béla Bartóks Herzog Blaubarts Burg, und 2006 gewann sie den Grammy für ihr Lebenswerk.[4]
- Grand Prix du Disque
- Ehrenmitglied der Wiener Konzerthausgesellschaft
- 1984: Commandeur de l’Ordre des Arts et des Lettres
- 1989: Ordre de la Légion d’honneur
- 1990: Sonderbotschafterin der Vereinten Nationen
- 1997: Kennedy-Preis für ihre Kunst und ihr humanitäres Engagement
- 1997: Radcliffe Medal
- 2001: Bremer Musikfest-Preis
- 2007: Aufnahme in die American Academy of Arts and Sciences
- 2008: Österreichisches Ehrenkreuz für Wissenschaft und Kunst I. Klasse[5]
- 2009: National Medal of Arts
- 2015: Wolf-Preis in Arts

## Diskografie (Auswahl)

### Soloaufnahmen
- With a Song in My Heart (1984)
- Christmastide (1990)
- Amazing Grace (1991)
- Jessye Norman at Notre Dame (live) (1991)
- Classics (1992)
- Lucky to Be Me (1992)
- In the Spirit (1996)
- Jessye Norman (1999)
- I Was Born in Love With You (2000)
- Jessye Norman Sings Michel Legrand